# Ривкин-Брикк, Анна
Анна Ривкин-Брикк (швед. Anna Riwkin-Brick; 10 июня 1908, Сураж, Российская империя — 19 декабря 1970, Тель-Авив, Израиль) — шведский фотограф и журналистка.

## Биография
Анна Ривкин родилась в 1908 году в городе Сураже (в разных источниках указывается Сураж на территории Витебского уезда и Сураж в составе Черниговской губернии). Её отец, Шолом-Шендер Вольфович Рывкин (Ривкин, 1878—1930), уроженец Гомеля, изучал философию в Гейдельбергском университете, публиковал рассказы и очерки в периодических изданиях на идише и русском языке; мать — Фрейда Нафтолевна Перельман (Фрида Ривкин, 1881—1944), родом из Кобрина. Родители заключили брак 4 июля 1902 года в Гомеле. В 1912 году семья переехала в Гомель, в 1915 году — в Стокгольм. С 1919 года Анна с матерью, братьями и сёстрами жили в Германии, в Свинемюнде. В 1922 году они вернулись в Швецию. Анна ходила в Уитлокскую школу в Стокгольме, а также посещала балетную школу Веры Александровой. Однако впоследствии травма ноги вынудила её отказаться от танцевальной карьеры.
В 1927 году Анна Ривкин вышла замуж за журналиста и переводчика Даниэля Брикка. В том же году она начала учиться фотографии, а в 1929 году открыла собственное фотоателье. Она специализировалась на портретной фотографии и создала, в числе прочего, фотопортреты таких шведских писателей, как Карин Бойе и Харри Мартинсон. Кроме того, Ривкин-Брикк создавала снимки танцоров и танцевальных сцен. В 1932 году был издан альбом её фотографий в этом жанре, «Svensk Danskonst».
Брат и сестра Анны, Евгения и Йосеф, сотрудничали с авангардным шведским журналом Spektrum, освещавшим широкий круг тем от литературы и музыки до архитектуры и психоанализа. С 1932 по 1935 год Йосеф Ривкин также возглавлял одноимённое издательство. Анна, в свою очередь, была близка к кругам, сформировавшимся вокруг журнала, и создавала портреты авторов, писавших для него, которые затем использовались в качестве книжных иллюстраций. В 1933 году она побывала в Париже, где фотографировала уличные сцены и архитектуру. Кроме того, она создала ряд портретов писателей и художников-сюрреалистов, в том числе Андре Бретона, Жана Арпа, Сальвадора Дали, Макса Эрнста и Мана Рэя.
С 1940 года Анна Ривкин-Брикк занималась документальной фотографией. В 1942 году она сопровождала журналистку Элли Яннес в Лапландию, и они выпустили совместную книгу «Renarna visar vägen». В 1955 году вышла её совместная с Иваром Ло-Юхансоном книга «Zigenarväg» о жизни цыган на территории Швеции. Однако наибольший успех ей принесли детские книги с фотоиллюстрациями (для девяти из них тексты написала Астрид Линдгрен). Многие из них рассказывали истории детей из разных стран, включая Эфиопию, Финляндию, Нидерланды, Японию, Югославию, Норвегию и Таиланд.
Будучи по происхождению еврейкой, Анна Ривкин-Брикк интересовалась государством Израиль с самого начала его возникновения. В 1948 году она опубликовала книгу «Палестина», текст для которой написал Даниэль Брикк, а в 1955 году вышла их совместная книга «Израиль». В Израиле также была сделана одна из самых известных фотографий Анны Ривкин, на которой запечатлена старая женщина с поднятой вверх рукой и которую Эдвард Стайхен отобрал, в числе 500 снимков из разных стран, для своей выставки «Род человеческий» в Нью-Йоркском музее современного искусства. Под впечатлением от этой выставки Анна опубликовала в 1962 году книгу «Medmänniskor», включившую избранные портреты за все годы её карьеры фотографа.
Анна Ривкин-Брикк умерла в Израиле в 1970 году. Свой фотоархив она завещала шведскому Музею современного искусства.